# Semiothisa senescens
Semiothisa senescens là một loài bướm đêm trong họ Geometridae.